# Marquesado de Arcicóllar
El marquesado de Arcicóllar es un título nobiliario español creado por el rey Carlos II en favor de Luisa Fernández de Córdoba y Santillán, con el vizcondado previo de Arcicóllar, mediante real decreto del 13 de mayo de 1680 y despacho expedido el 24 de junio del mismo año.
Su nombre hace referencia a la villa y municipio de Arcicóllar, en la provincia de Toledo. Fue rehabilitado en 1984 por el rey Juan Carlos I y en favor de Casilda de Silva y Fernández de Henestrosa.

## Marqueses de Arcicóllar
|                                  | Titular                                     | Periodo                |
| Creación por Carlos II           | Creación por Carlos II                      | Creación por Carlos II |
| -------------------------------- | ------------------------------------------- | ---------------------- |
| I                                | Luisa Fernández de Córdoba y Santillán      | 1680-¿?                |
| II                               | Francisca Josefa Fernández Dávila y Córdoba | ¿?-¿?                  |
| III                              | María Fernández Dávila y Zúñiga             | ¿?-¿?                  |
| IV                               | María Loreto Leonor Dávila y Zúñiga         | ¿?-1749                |
| V                                | María Cayetana Sarmiento Dávila y Zúñiga    | 1749-1756              |
| VI                               | José Joaquín de Silva Sarmiento             | 1756-1802              |
| VII                              | José Gabriel de Silva Waldstein             | 1802-1839              |
| VIII                             | Francisco de Borja de Silva Téllez-Girón    | 1839-1856              |
| IX                               | Juan Evangelista de Silva Tellez-Girón      | 1856-1896              |
| X                                | José María de Silva y Borchgrave d'Altena   | 1897-1938              |
| Rehabilitación por Juan Carlos I |                                             |                        |
| XI                               | Casilda de Silva y Fernández de Henestrosa  | 1984-1985              |
| XII                              | Rafael Fernández-Villaverde de Silva        | 1985-hoy               |

## Historia de los marqueses de Arcicóllar
- Luisa Fernández de Córdoba y Santillán, I marquesa de Arcicóllar.[1] Era hija de Francisco Fernández de Córdoba y Marroquín de Montehermoso (m. Lima, 25 de noviembre de 1645), gobernador y corregidor de las provincias de Huaylas y los Conchucos en el virreinato del Perú, visitador general de nueve provincias y comisario general y capitán general de la caballería de aquél reino, y su esposa María de Santillán y Cepeda, natural de Lima.[4]

Casó en primeras nupcias, en Lima, con Diego de Zúñiga, abogado de la Real Audiencia Pretorial de Lima. Casó en segundas nupcias, también en Lima, con Francisco Fernández Dávila, caballero de la Orden de Santiago en 1647, familiar del Santo Oficio de la Inquisición del Perú y fundador de la iglesia y colegio jesuita de la villa de Higuera la Real, que falleció el 5 de marzo de 1673 a bordo del galeón capitán de la Armada de la Guardia de las Indias. Le sucedió su hija:
- Francisca Josefa Fernández Dávila y Córdoba, II marquesa de Arcicóllar.[7]

Casó con Francisco López de Zúñiga y Salazar, IV marqués de Baides, señor del condado de Pedrosa del Rey y comendador de Montemolín en la Orden de Santiago, que era hijo de Francisco López de Zúñiga y Meneses, gobernador y capitán general de Chile, y su esposa María de Salazar y Coca. Le sucedió su hija:
- María Fernández Dávila y Zúñiga, III marquesa de Arcicóllar, V marquesa de Baides, señora del condado de Pedrosa del Rey.[7]

Casó con su primo Francisco Melchor Dávila Mesía Ovando y Zúñiga, VI marqués de la Puebla de Ovando y marqués de Loriana. Le sucedió su hija:
- María de Loreto Leonor Dávila de Zúñiga y Messía (Madrid, 2 de octubre de 1684-Madrid, 24 de octubre de 1749), IV marquesa de Arcicóllar, X marquesa de Loriana, V marquesa de la Puebla de Ovando, VII marquesa de Baides, III marquesa de Valero, señora y condesa de la villa de Pedrosa del Rey, señora de Don Llorente, señora de Hortaleza.[8][9]

Casó el 23 de febrero de 1702, en la parroquia de San Martín (Madrid), con José Francisco Sarmiento y Velasco, V conde de Salvatierra, IV conde de Pie de Concha. Le sucedió su hija:
- María de Portali del Rosario Cayetana Sarmiento de Sotomayor y Zúñiga Dávila (Madrid, 7 de agosto de 1707-Madrid, 1 de septiembre de 1756), V marquesa de Arcicóllar, VII condesa de Pie de Concha.[11]

Casó el 23 de abril de 1729, en la parroquia de San Sebastián (Madrid), con Pedro Artal de Silva Benavidez de Bazán-Pimentel (1703-1744), VIII marqués de Santa Cruz, IX marqués del Viso, VI marqués de Bayona, VII marqués de Villasor, V conde de Monsanto, mayordomo mayor del infante Felipe. Le sucedió su hijo:

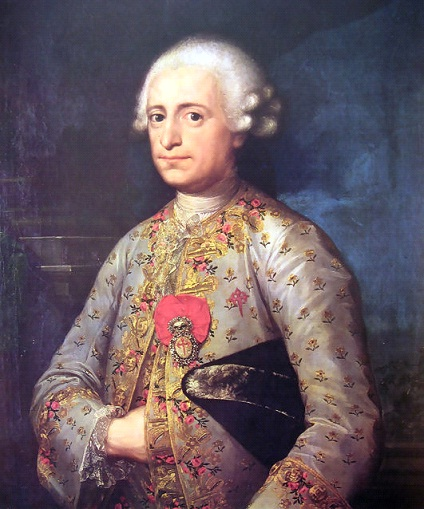
José Joaquín de Silva Sarmiento, VI marqués de Arcicóllar, por Anton Raphael Mengs.

- José Joaquín de Silva Sarmiento (Madrid, 5 de diciembre de 1734-Real Sitio de Aranjuez, 2 de febrero de 1802), VI marqués de Arcicóllar, IX marqués de Santa Cruz, IX marqués del Viso, VII marqués de Bayona, VIII marqués de Villasor, VI conde de Monsanto, VIII conde de Pie de Concha, carlán de Balaguer, señor de Valdepeñas, alcaide perpetuo de Gibraltar y Fiñana, mayordomo mayor de Carlos III, ayo del príncipe de Asturias, director perpetuo de Real Academia Española, caballero de la Orden del Toisón de Oro, de la Orden de Carlos III, comendador de Yeste y Taivilla en la Orden de Santiago.[13][14]

Casó en primeras nupcias el 2 de febrero de 1755, en la parroquia de San Martín (Madrid), con María de la Soledad Fernández de la Cueva y Silva (1735-1762), VI marquesa de Cadreita y VIII condesa de la Torre, que era hija de Francisco Fernández de la Cueva y de la Cerda, XI duque de Alburquerque, y su esposa Agustina Ramona de Silva Hurtado de Mendoza y Gutiérrez de los Ríos. Casó en segundas nupcias el 16 de mayo de 1781, en Viena, con Mariana Waldstein (1763-1807), dama de la Orden Estrellada de Austria, que era hija de Emanuel Filiberto, conde de Waldstein-Wartenberg y conde del Sacro Imperio Romano, y su esposa la princesa María Ana Teresa de Lichtenstein. Le sucedió su hijo:
- José Gabriel de Silva Bazán y Waldstein (Madrid, 18 de marzo de 1782-7 de noviembre de 1839), VII marqués de Arcicóllar, X marqués de Santa Cruz, XI marqués del Viso, IX marqués de Villasor, VIII conde de Pie de Concha, VII conde de Monsanto, caballero del Toisón de Oro (1821), Gran Cruz de Carlos III (1815), comendador de la Orden de Calatrava (1814), primer secretario de Estado y del despacho del rey Fernando VII, su gentilhombre de cámara y mayordomo mayor (1822-1823), embajador en París (1820) y en Londres, director de las Reales Academias de la Lengua y la Historia, protector del Real Museo de Ciencias Naturales, senador del reino.[17][18]

Casó el 11 de junio de 1801, en la parroquia de la Guardia Real de Infantería (Alameda de Osuna, Madrid), con Joaquina María del Pilar Téllez-Girón y Pimentel (1784-1851), titulada princesa de Anglona y condesa de Osilo en Cerdeña, camarera mayor del palacio, aya de la reina, dama de la Orden de María Luisa, que era hija de Pedro Téllez-Girón (IX duque de Osuna), IX duque de Osuna, y su esposa María Josefa Alfonso Pimentel y Téllez Girón, XII duquesa de Benavente. Le sucedió su hijo:
- Francisco de Borja de Silva Téllez Girón (Madrid, 31 de octubre de 1815-28 de noviembre de 1889), VIII marqués de Arcicóllar,[20] XI marqués de Santa Cruz, XIII marqués del Viso, X marqués de Villasor, IX conde de Pie de Concha, VIII conde de Monsanto, caballero del Toisón de Oro (1877), Gran Cruz de Carlos III, de la Orden de Piana, de la Orden de Leopoldo de Austria-Hungría, de la Orden Militar de Nuestra Señora de la Concepción de Villaviciosa de Portugal, del Gran Cordón de la Legión de Honor de Francia, de la Orden de Leopoldo de Bélgica, presidente de la Hermandad del Santo Refugio, caballero de la Orden de San Juan de Jerusalén, maestrante de Valencia, gentilhombre de cámara, comisionado en Cortes por la provincia de Guipúzcoa, senador del reino, vicepresidente del Senado, alcalde de Madrid (1844-1845), mayordomo mayor y caballerizo mayor de la reina, sumiller de corps etc.[21][18]

Casó el 13 de diciembre de 1835 con María de la Encarnación Fernández de Córdoba y Álvarez de las Asturias Bohorques, dama de la reina, dama de la Orden de María Luisa, camarera mayor de palacio, que era hija de Joaquín Fernández de Córdoba y Pacheco, VI duque de Arión, IX marqués de Mancera, X marqués de Malpica etc., y su esposa María de la Encarnación Francisca de Asís Álvarez de las Asturias Bohorques y Chacón Carrillo de Albornoz. Por cesión del 29 de abril de 1856 le sucedió su hermano:

Clotilde González de Cándamo, marquesa de Arcicóllar (1892), por Raimundo Madrazo.

- Juan Evangelista de Silva Bazán y Téllez-Girón (Madrid, 8 de diciembre de 1826-Madrid, 13 de diciembre de 1896), IX marqués de Arcicóllar, ministro plenipotenciario de los Países Bajos, consejero de Estado, maestrante de Sevilla (1854), caballero de Carlos III, gentilhombre de cámara.[25][27]

Casó el 20 de agosto de 1856, en Bruselas, con Lucía Borchgrave d'Altena (1831-1887), dama de María Luisa y de la Orden de Malta, que era hija de Guillermo, conde de Borchgrave d'Altena, y su esposa María, condesa van der Bruch. Le sucedió su hijo:
- José María de Silva-Bazán y Borchgrave (París, 8 de diciembre de 1866-1938), X marqués de Arcicóllar.[27]

Casó con Clotilde González de Cándamo.
El 12 de noviembre de 1960 se publicó en el BOE la solicitud de María Asunción Colmenares y Duque de Estrada, del 14 de octubre del mismo año, para rehabilitar el título en su favor. Al año siguiente se la convocó a ella y a Juan de Silva y Goyeneche, que también solicitó el título para sí, a fin de «que puedan alegar los interesados lo que crean convenir a sus respectivos derechos». Ninguno de ellos tendrían éxito. El 10 de agosto de 1984 (BOE del 14 de septiembre) el título marquesal fue rehabilitado en favor de:
- Casilda de Silva y Fernández de Henestrosa (Madrid, 3 de abril de 1914-6 de enero de 2008), XI marquesa de Arcicóllar, V duquesa de San Carlos, IV duquesa de Santo Mauro, XIV marquesa de Santa Cruz, XVI marquesa del Viso, XII marquesa de Villasor, II condesa de Carvajal, IX condesa de Estradas, XI condesa de Castillejo, III condesa de San Martín de Hoyos, Gran Cruz de la Orden de la Beneficencia y de la Orden del Mérito Naval, Lazo de Dama de la Orden de Isabel la Católica, presidente de la Cruz Roja Española, vocal del Patronato del Museo Naval.[23][30]

Casó el 26 de diciembre de 1942, en la parroquia de San Marcos (Madrid), con José Fernández-Villaverde y Roca de Togores (1902-1988), IV marqués de Pozo Rubio, embajador de España, consejero permanente de Estado, comendador de Calatrava, Gran Cruz de Carlos III y de Isabel la Católica etc., que era hijo de Raimundo Fernández-Villaverde y García-Rivero, presidente del Consejo de Ministros, ministro de Gracia y Justicia, de Gobernación y de Hacienda etc., y su esposa Ángela Roca de Togores y Aguirre-Solarte, I marquesa de Pozo Rubio. El 17 de julio de 1985, previa orden del 28 de junio del mismo año para que se expida la correspondiente carta de sucesión (BOE del 18 de julio), le sucedió, por cesión, su hijo:
- Rafael Alfonso Fernández-Villaverde de Silva Roca de Togores y Fernández de Henestrosa (n. Madrid, 23 de enero de 1949), XII marqués de Arcicóllar, caballero de la Orden de Alcántara, empresario.[34][35]

Casó el 26 de octubre de 1991, en la parroquia de San Marcos (Madrid), con Ofelia Schuder y García-Menocal (n. 1960), hija de Raimundo Duane Schuder, ingeniero industrial y natural de Covengton (Estados Unidos), y su esposa Ofelia García-Menocal y Brito, nacida en La Habana.